# Lumefantrin
Lumefantrin (též benflumetol) je antimalarikum. Používá se pouze v kombinaci s artemetherem. Lumefantrin má mnohem delší poločas rozpadu ve srovnání s artemetherem, a proto se předpokládá, že odstraní všechny reziduální parazity, které zůstanou po kombinované léčbě.
Lumefantrin, spolu s pyronaridinem a naftochinem, byly syntetizovány během čínského Projektu 523 – výzkumného úsilí proti malárii zahájeného v roce 1967, všechny tyto sloučeniny se používají v kombinovaných antimalarických terapiích.